# Forward Air Controller
Ein Forward Air Controller (FAC; deutsch Fliegerleitoffizier) ist eine nach entsprechender Ausbildung dazu befähigte Person, die Aktionen von Kampfflugzeugen bei Luftnahunterstützungseinsätzen von einer vorgeschobenen Position am Boden oder aus der Luft leitet. In den US-Streitkräften wird stattdessen für einige ihrer FACs seit 2003 der Begriff Joint Terminal Attack Controller (JTAC) verwendet.

## Beschreibung
Bekämpfung von Zielen aus der Luft in unmittelbarer Nähe zur eigenen Truppe erfordert eine detaillierte Koordination zwischen den beteiligten eigenen Bodentruppen und Luftkriegsmitteln sowie eine engmaschige Führung der eingesetzten Luftfahrzeuge, um eine effektive Bekämpfung des Feindes zu gewährleisten und zugleich eigene Verluste durch eigenes Feuer (englisch fratricide) auszuschließen. Zur Fliegerleitung dürfen nur qualifizierte Fliegerleitoffiziere eingesetzt werden. Diese wenden standardisierte Verfahren zur Darstellung der Lage und Zielzuweisung an. Für die NATO sind diese in einer Allied Tactical Publication beschrieben. Für die Ausbildung der Fliegerleitoffiziere hat die NATO Mindeststandards festgelegt.

## Geschichte
Die deutsche Wehrmacht setzte im Zweiten Weltkrieg sogenannte Stukaleitoffiziere ein. Diese wurden direkt bei der Kampftruppe, meist auf Bataillonsebene, eingesetzt und hielten direkte Funkverbindung zu den „Stukas“. Die Stukaleitoffiziere waren meist selbst erfahrene Piloten und konnten die Situation am Boden quasi aus der Sicht eines Piloten beurteilen, beide sprachen damit „die gleiche Sprache“. So konnten Informationen über Ziele, eigene Spitzen, Gefahren durch Flak oder ähnliches und geeignete Munition zeitnah übermittelt werden.
Während ihres Einsatzes in Nordafrika 1942 bis 1943 entwickelte die britische Desert Air Force (DAF) zusammen mit den US-amerikanischen taktischen Einheiten der United States Middle East Air Force (USMEAF) eine wirkungsvolle Methode der direkten Unterstützung von Bodeneinheiten während des Vorrückens gegen gegnerische Stellungen. Dabei bewegte sich der Kampfpilot, der ein Offizier der Royal Air Force sein musste, in vorderster Linie zusammen mit den vorrückenden Bodeneinheiten. Dieser „Air Liaison Officer“ (ALO) der RAF, der den Kampf vom Boden aus mit den Augen eines Piloten beurteilte, stand mittels UKW-Funk direkt mit den Piloten anfliegender Kampfflugzeuge in Verbindung. Er gab möglichst alle für den Luftangriff relevanten Informationen in kompakter Form an seine Kameraden in der Luft weiter, wie zum Beispiel die Position von Luftabwehrgeschützen, die genaue Lage und Kennzeichnung der Ziele und eventuelle Geländeeigenschaften. Nach dem Luftangriff beurteilte der FAC die Wirkung des Angriffes und schlug unter Umständen eine Wiederholung der Attacke auf verfehlte Ziele vor. Zu diesem Zweck hielten sich weitere Kampfflugzeuge im Hinterland in einer so genannten Taxischlange (engl. cab rank) bereit, um bei Bedarf heranzufliegen und anzugreifen.
Im Luftkrieg während der Operation Overlord 1944 wurde diese Methode verbessert und trug zum erfolgreichen Vorrücken von General George Pattons Armee in Frankreich bei.

## Luftgestützte FAC

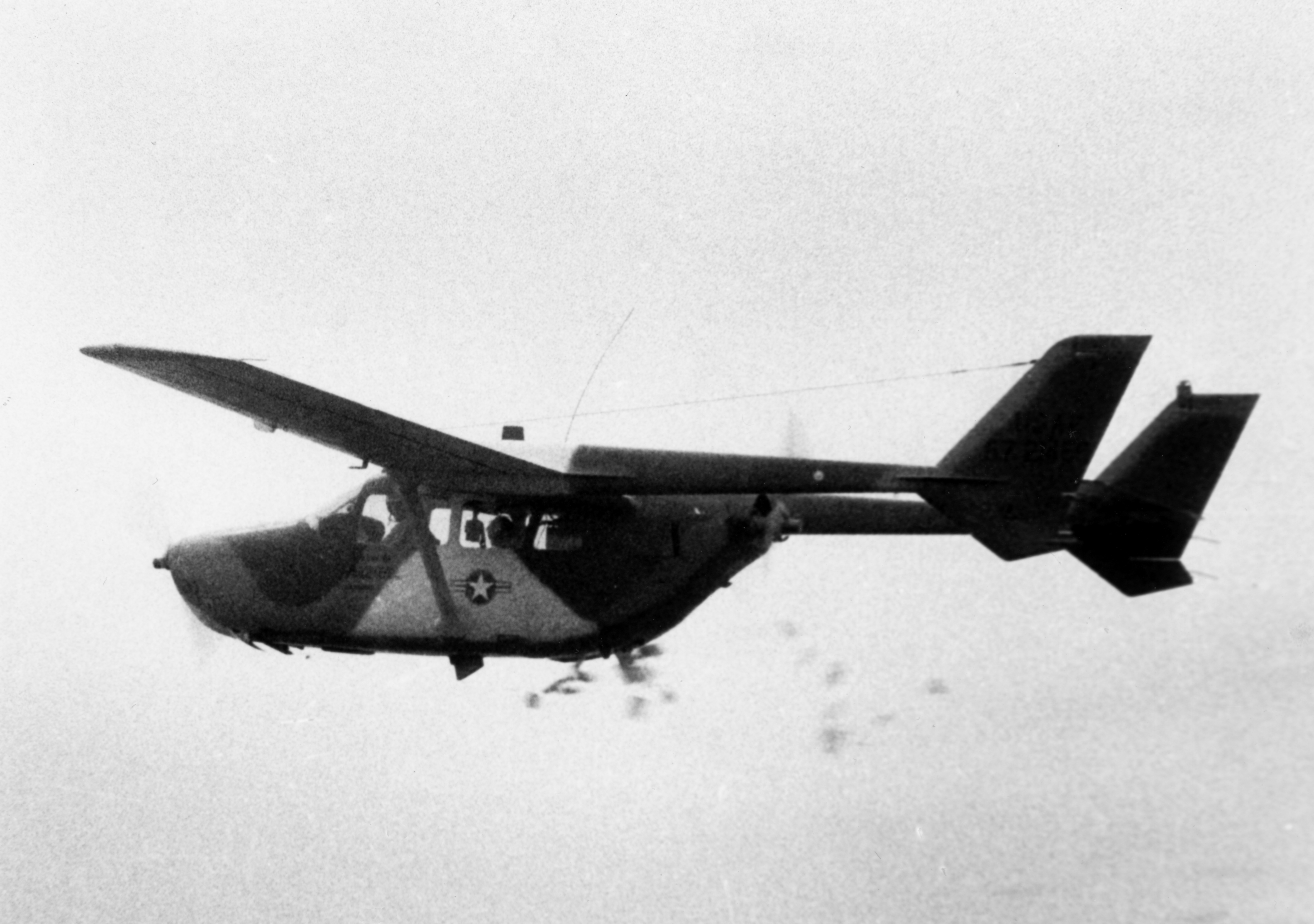
Cessna O-2 Skymaster, wie sie im Vietnamkrieg als FAC im Einsatz war

Schnell verlegbar und flexibel einsetzbar sind FAC, die sich in Luftfahrzeugen befinden. Diese Möglichkeit nutzte die US Air Force intensiv im Vietnamkrieg. Dort wurden unter anderem Piloten als fliegende FAC eingesetzt, hauptsächlich in Cessna O-1 Bird Dog, Cessna O-2 Skymaster und North American OV-10 Bronco. Die US-Doktrin bezeichnet diese Spezialverwendung als Forward Air Controller (Airborne) (FAC(A)). Die NATO bezeichnet fliegende FAC als Airborne Forward Air Controller (ABFAC). Je nach Lage und Bedrohung können FAC(A)/ABFAC aus Hubschraubern, Leichtflugzeugen oder Kampfflugzeugen operieren. Neben den USA verfügen nur wenige andere Nationen über diese Fähigkeit.

## Ausrüstung/Verfahren

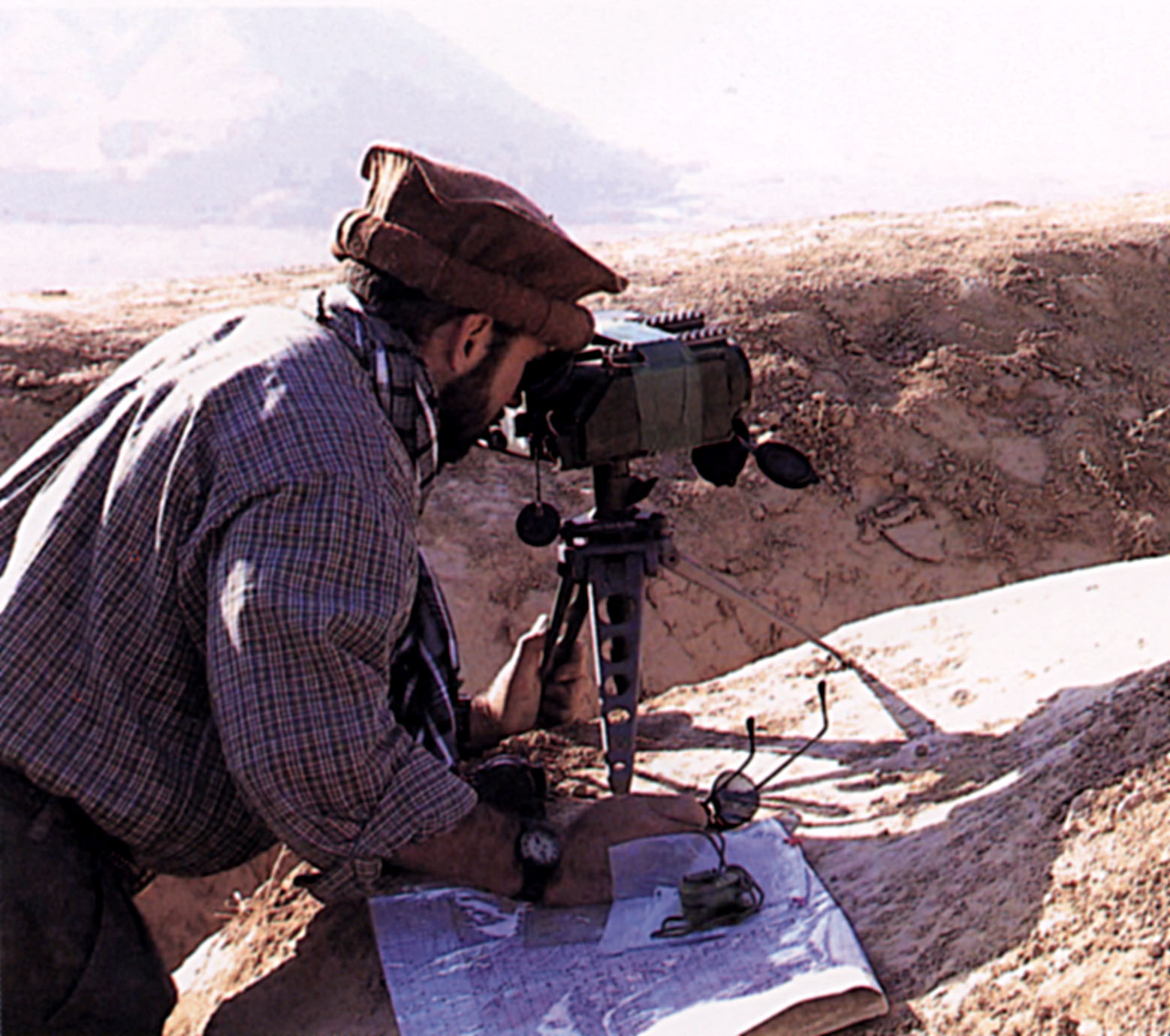
FAC der amerikanischen Spezialkräfte weist Ziele während der Operation Enduring Freedom in Afghanistan zu

Der Forward Air Controller verfügt unter anderem über folgende Ausrüstung:
1. Funkausrüstung (V/UHF; z.b.URC-200)
2. Datenverarbeitungssystem
3. GPS-Navigationssystem
4. Laser-Zielmarkierer
5. Infrarot-Markierer
6. Nachtsichtgeräte
7. Laserentfernungsmesser (Bsp.: Leica Vector IV)
8. Video-Downlink-Systeme; z. B. ROVER, Rosetta FireStorm; zum Empfang von Bild-/Videoübertragungen vom Luftfahrzeug

Der FAC gibt mittels eines standardisierten Briefing-Formates unter anderem folgende Informationen an die Luftfahrzeugbesatzungen weiter:
1. Ablaufpunkt
2. Genaue Lage des Zieles (Koordinaten; Höhe über NN)
3. Art des Zieles (Panzer, Bunker etc.)
4. Vorgaben für die Angriffsrichtung
5. Lage der eigenen Truppe
6. Zeitfenster für den Angriff
7. Freigabe des Angriffs

Lageabhängig können weitere Informationen übermittelt werden, z. B.
- Informationen zur Zielzuweisung oder Markierung des Ziels
- Bedrohungslage
- Wetter
- Gefahren
- Abflugrichtung nach erfolgtem Angriff

Der Begriff Tactical Air Control Party (TACP) bezeichnet einen Fliegerleittrupp, bestehend aus FAC und Unterstützungspersonal.